# All-Star Baseball 2000
All-Star Baseball 2000 es un videojuego desarrollado por Iguana Entertainment y Realtime Associates y publicado por Acclaim Entertainment para Game Boy Color y Nintendo 64 en 1999.

## Recepción
| Críticas Publicación Calificación N64 GBC AllGame [ 3 ] N/A Electronic Gaming Monthly 8.875/10 [ 4 ] N/A GameFan 91% [ 5 ] N/A Game Informer 8/10 [ 6 ] 7.25/10 [ 7 ] GamePro [ 8 ] N/A Game Revolution A− [ 9 ] N/A GameSpot 8.9/10 [ 10 ] N/A Hyper Magazine 92% [ 11 ] N/A IGN 9/10 [ 12 ] 6/10 [ 13 ] Nintendo Power 8/10 [ 14 ] 6.6/10 [ 15 ] Puntuaciones de reseñas GameRankings 88% [ 16 ] 60% [ 17 ] |              |              |
| Críticas |              |              |
| Publicación | Calificación | Calificación |
| Publicación | N64          | GBC          |
| AllGame | [ 3 ]        | N/A          |
| Electronic Gaming Monthly | 8.875/10     | N/A          |
| GameFan | 91%          | N/A          |
| Game Informer | 8/10         | 7.25/10      |
| GamePro | [ 8 ]        | N/A          |
| Game Revolution | A−           | N/A          |
| GameSpot | 8.9/10       | N/A          |
| Hyper Magazine | 92%          | N/A          |
| IGN | 9/10         | 6/10         |
| Nintendo Power | 8/10         | 6.6/10       |
| Puntuaciones de reseñas |              |              |
| GameRankings | 88%          | 60%          |

La versión de Nintendo 64 recibió críticas favorables, mientras que la versión de Game Boy Color recibió críticas mixtas, según el sitio web de agregación de reseñas GameRankings. El personal de Next Generation dijo en su edición de julio de 1999 que justo cuando estaban a punto de darle al primero "una calificación perfecta", notaron algunos errores de juego y fallas de IA, pero finalmente lo llamaron el mejor juego de béisbol para Nintendo 64.